# Baker City, Oregon
Baker este un oraș din comitatul Baker, statul Oregon, Statele Unite ale Americii.  A fost numit după Edward D. Baker.